# アンスバッハ郡
アンスバッハ郡 (ドイツ語: Landkreis Ansbach) は、バイエルン州ミッテルフランケンに位置する郡。バイエルン州で最も広い郡である。
隣接する郡は、北にノイシュタット・アン・デア・アイシュ＝バート・ヴィンツハイム郡、東にフュルト郡およびロート郡、南東にヴァイセンブルク＝グンツェンハウゼン郡、南にドナウ＝リース郡、西にバーデン＝ヴュルテンベルク州のシュヴェービッシュ・ハル郡、オストアルプ郡およびマイン＝タウバー郡がある。郡独立市のアンスバッハ市はアンスバッハ郡に完全に取り囲まれている。

## 地理
郡の北西部と南東部を分けてヨーロッパの分水界が走っている。それぞれライン川水系、ドナウ川水系に属す。地域的にはシュヴァーベン地方北部に属している。
また、住民の大部分はアレマン語の一方言であるシュヴァーベン語を言語とするアレマン人が西部・南部に多い（アレマン諸語の最北端に属する）。また、上部フランケン語（上部ドイツ語）に属する東フランケン語を使用するフランケン人が北部・東部に多い。

## 経済
アンスバッハ郡の経済構造は、中小企業によって形成されている。特に重要な企業分野は、プラスチック産業と情報技術企業である。
ディーテンホーフェンの玩具メーカー "geobra Brandstätter"には約600人の従業員が働いている。プラスチック産業はヨーロッパで最大規模を誇る。アウラハの企業"Pan-plast"は、電子産業、自動車製造、医療技術といった分野でのプラスチック成型部分を製造している。
中堅のIT企業、リヒテナウの"IPI GmbH"やローテンブルク・オプ・デア・タウバーの"proALPHA Consulting AG"がある。

## 交通

### 道路
郡域を2本のアウトバーンが走っている。郡のほぼ中央を東西に走るA6号と郡域の西端を南北に走るA7号で、両者はフォイヒトヴァンゲンで交差する。さらに連邦道B13号、B14号およびB25号が郡域を走っている。

### 鉄道
郡庁所在地のアンスバッハで2本の重要な鉄道が交差する。北から南へは、ヴュルツブルク - トロイヒトリンゲン線が走っている。1859年開通の部分は、初め、アンスバッハの出資で接続線として建設された。国営路線ニュルンベルク - ミュンヘン線からグンツェンハウゼンで分岐した路線は、1849年にはすでに、ヴァッサートリューディンゲンに達しており、従って、アンスバッハ郡の郡域に入っていた。
バイエルン国営鉄道は、1864年にアンスバッハからヴュルブルク方面への鉄道建設を推進していった。1875年には、ニュルンベルク - アンスバッハ - クライルスハイムの東西幹線が操業を開始した。
第一次世界大戦開戦までに、田園地帯や多くの小都市にも、国営鉄道のローカル線が整備された。1876年にはすでに東西幹線のドムビュールからフォイヒトヴァンゲンへの支線や、反対側であるネルトリンゲンからディンケルスビュールへのローカル線が開通しており、1881年に両者は接続されている。
1873年にアンスバッハ - ヴュルツブルク線のシュタイナハ（現ガルマースガルテン内）からローテンブルク・オプ・デア・タウバーへの支線が開通していたが、1905年には東西幹線側からドムビュール - シリングスフュルスト - ローテンブルク・オプ・デア・タウバー線が設けられ、両者が接続された。
東西幹線ニュルンベルク - クライルスハイム線からは、さらに以下の支線が敷設された。1894年 ヴィックレスグロイト（現ペータースアウラハ内） - ノイエンデッテルザウ - ヴィンツバッハ、1903年 ロイタースハウゼン=ヴィーダースバッハ - ヘリーデン - ベヒホーフェン。1945年のニュルンベルク=シュタイン - ウンテルンビーベルト=リュクラント線の開通により、アンスバッハの東側に位置するいくつかの市町村は、ニュルンベルクからの直通列車の駅を有することとなった。
これらにより、鉄道網は総延長229kmに及んだ。しかし、1966年から1985年にかけて以下の107kmが旅客運行を撤廃した。
- 1966年/68年: ロイタースハウゼン - ヴィーダースバッハ - ヘリーデン - ベヒホーフェン 23km
- 1971年: ローテンブルク・オプ・デア・タウバー - シリングスフュルスト - ドムビュール 26km
- 1971年: ニュルンベルク=シュタイン - ウンテルンビーベルト=リュックラント 13km
- 1985年: グンツェンハウゼン - ヴァッサートリューディンゲン - ネルトリンゲン 7km
- 1985年: ドムビュール - フォイヒトヴァンゲン - ディンケルスビュール - ネルトリンゲン 38km

2007年現在、郡内には、交差する2本の幹線と2本の支線、計122kmが旅客運行を行っている。この他に45kmの観光用鉄道 (Museumsbahn)が運行している。

### 航空
最寄りの大きな空港はニュルンベルクである。アンスバッハ近郊にアンスバッハ=ペータースドルフ飛行場がある。さらにローテンブルク・オプ・デア・タウバー近郊にはシュヴァインスドルフ飛行場がある。

## 歴史
現在のアンスバッハ郡の地域は、1800年までは主にアンスバッハ侯領、ローテンブルク・オプ・デア・タウバー領、ディンケルスビュール領および小領主の所領となっていた。1803年にバイエルン領となり、地方裁判所管区 (Landgerichtsbezirk) としてアンスバッハ、ディンケルスビュール、フォイヒトヴァンゲン、ハイルスブロン、ヘリーデン、ロイタースハウゼン、ローテンブルク・オプ・デア・タウバーおよびヴァッサートリューディンゲンの各管区が設けられた。この他にシリングスフュルストに領主裁判所 (Herrschaftsgericht) が設置されたが1840年からシリングスフュルスト地方裁判所に改組された。これらすべての管区は、1808年からレーツァトクライス（中心都市はアンスバッハ）、すなわち1838年以降のミッテルフランケンに属した。アンスバッハ市、ディンケルスビュール市、ローテンブルク・オプ・デア・タウバー市は1809年にクライスに属さない独立市となり、クライス連合に直接参加した。
1862年に管区庁 (Bezirkamt)としてアンスバッハ（アンスバッハ地方裁判所とロイターハウゼン地方裁判所）、ディンケルスビュール（ディンケルスビュールとヴァッサートリューディンゲン）、フォイヒトヴァンゲン（フォイヒトヴァンゲンとヘリーデン）、ハイルスブロン、およびローテンブルク・オプ・デア・タウバー（ローテンブルク・オプ・デア・タウバーとシリングスフュルスト）が組織された。これらは、1880年に廃止されたハイルスブロンを除き、1939年にそれぞれ同名の郡 (Landkreis) に再編成された。1940年にディンケルスビュールはディンケルスビュール郡に編入された。同時にローテンブルク・オプ・デア・タウバーもローテンブルク郡に編入されたのだが、1948年に再び郡独立市の地位に戻された。
1972年のバイエルン州の市町村再編時に、独立都市ローテンブルク・オプ・デア・タウバー、アンスバッハ郡、ディンケルスビュール郡、フォイヒトヴァンゲン郡、ローテンブルク・オプ・デア・タウバー郡、それにグンツェンハウゼン郡、シュヴァーバッハ郡、ノイシュタット・アン・デア・アイシュ郡からいくつかの市町村を併せて、現在のアンスバッハ郡が形成された。ローテンブルク・オプ・デア・タウバーは郡独立市の地位を失う代償として大規模郡都市の地位を得た。アンスバッハは郡独立市の地位を保持した。アンスバッハ市はアンスバッハ郡とフォイヒトヴァンゲン郡の一部を併合して拡大し、アンスバッハ郡の郡庁所在地ともなった。1998年1月1日にディンケルスビュール市も1940年までは独立市であったという歴史的経緯が考慮され、人口数は不十分であったが大規模郡都市の地位が認められた。

## 市町村
| 市 - ディンケルスビュール (Dinkelsbühl、大規模郡都市 12,272) - フォイヒトヴァンゲン (Feuchtwangen 12,875) - ハイルスブロン (Heilsbronn 9,832) - ヘリーデン (Herrieden 8,325) - ロイタースハウゼン (Leutershausen 5,689) - メルケンドルフ (Merkendorf 3,083) - オルンバウ (Ornbau 1,697) - ローテンブルク・オプ・デア・タウバー (Rothenburg ob der Tauber、大規模郡都市 11,385) - シリングスフュルスト (Schillingsfürst 2,805) - ヴァッサートリューディンゲン (Wassertrüdingen 6,427) - ヴィンツバッハ (Windsbach 6,248) - ヴォルフラムス＝エッシェンバッハ (Wolframs-Eschenbach 3,221) 市場町 - アーベルク (Arberg 2,212) - ベヒホーフェン (Bechhofen 6,275) - コルムベルク (Colmberg 2,181) - デントライン・アム・フォルスト (Dentlein am Forst 2,376) - ディーテンホーフェン (Dietenhofen 5,755) - ドムビュール (Dombühl 2,023) - デュルヴァンゲン (Dürrwangen 2,588) - フラハスランデン (Flachslanden 2,434) - レールベルク (Lehrberg 3,131) - リヒテナウ (Lichtenau 3,867) - ショプフロッホ (Schopfloch 2,983) - ヴァイデンバッハ (Weidenbach 2,462) - ヴァイルティンゲン (Weiltingen 1,423) 市町村に属さない地域 - ウンテラー・ヴァルト (Unterer Wald, 1.82 km² 無人) | 町村 - アーデルスホーフェン (Adelshofen 939) - アウラハ (Aurach 3,166) - ブルックベルク (Bruckberg 1,295) - ブーフ・アム・ヴァルト (Buch am Wald 1,034) - ブルクオーバーバッハ (Burgoberbach 3,807) - ブルク (Burk 1,092) - ディーバッハ (Diebach 1,189) - エーインゲン (Ehingen 1,940) - ゲープザッテル (Gebsattel 1,764) - ゲーロルフィンゲン (Gerolfingen 938) - ゲスラウ (Geslau 1,339) - インジンゲン (Insingen 1,196) - ラングフルト (Langfurth 2,016) - ミッテルエッシェンバッハ (Mitteleschenbach 1,677) - メンヒスロート (Mönchsroth 1,674) - ノイエンデッテルザウ (Neuendettelsau 8,282) - ノイジッツ (Neusitz 2,071) - オーバーダハシュテッテン (Oberdachstetten 1,660) - オーレンバッハ (Ohrenbach 585) - ペータースアウラハ (Petersaurach 5,051) - レッキンゲン (Röckingen 743) - リュクラント (Rügland 1,294) - ザクセン・バイ・アンスバッハ (Sachsen bei Ansbach 3,688) - シュネルドルフ (Schnelldorf 3,670) - シュタインスフェルト (Steinsfeld 1,253) - ウンターシュヴァーニンゲン (Unterschwaningen 866) - ヴァイエンツェル (Weihenzell 3,025) - ヴェトリンゲン (Wettringen 996) - ヴィーゼト (Wieseth 1,324) - ヴィルブルクシュテッテン (Wilburgstetten 2,140) - ヴィンデルスバッハ (Windelsbach 1,060) - ヴィッテルスホーフェン (Wittelshofen 1,259) - ヴェルニッツ (Wörnitz 1,915) 行政共同体 デントライン・アム・フォルスト行政共同体 ブルク、デントライン・アム・フォルスト、ヴィーゼト ヘッセルベルク行政共同体 エーインゲン、ゲーロルフィンゲン、レッキンゲン、ウンターシュヴァーニンゲン、ヴィッテルスホーフェン ローテンブルク・オプ・デア・タウバー行政共同体 アーデルスホーフェン、ゲープザッテル、ゲスラウ、インジンゲン、ノイジッツ、オーレンバッハ、シュタインスフェルト、ヴィンデルスバッハ シリングスフュルスト行政共同体 ブーフ・アム・ヴァルト、ディーバッハ、ドムビュール、シリングスフュルスト、ヴェトリンゲン、ヴェルニッツ トリースドルフ行政共同体 オルンバウ、ヴァイデンバッハ ヴァイエンツェル行政共同体 ブルックベルク、リュクラント、ヴァイエンツェル ヴィルブルクシュテッテン行政共同体 メンヒスロート、ヴァイルティンゲン、ヴィルブルクシュテッテン ヴォルフラムス＝エッシェンバッハ行政共同体 ミッテルエッシェンバッハ、ヴォルフラムス＝エッシェンバッハ |

（かっこ内の単位のない数値は2023年12月31日現在の人口）

## 引用
1. 1 2  https://www.statistikdaten.bayern.de/genesis/online?operation=result&code=12411-003r&leerzeilen=false&language=de Genesis-Online-Datenbank des Bayerischen Landesamtes für Statistik Tabelle 12411-003r Fortschreibung des Bevölkerungsstandes: Gemeinden, Stichtag (Einwohnerzahlen auf Grundlage des Zensus 2011)